# Canadian Action Party
Canadian Action Party (CAP) (francés: Parti action canadienne [PAC], castellano:Partido Acción Canadiense) fue un partido político canadiense federalista fundado en 1997. Promueve el nacionalismo canadiense, las reformas monetaria y electoral, y se opone a la globalización neoliberal y al libre comercio. Se disolvió en 2017.
El partido fue fundado por Paul T. Hellyer, exministro liberal de defensa en el gabinete de Lester Pearson. Su tope de votos ha sido el 0.21% en las elecciones de 2000.

## Resultados electorales
| Elección | Líder              | Votos  | Porcentaje | Escaños | Posición |
| -------- | ------------------ | ------ | ---------- | ------- | -------- |
| 1997     | Paul Hellyer       | 17.502 | 0,13%      | 0/301   | 10º      |
| 2000     | Paul Hellyer       | 27.103 | 0,21%      | 0/301   | 8º       |
| 2004     | Connie Fogal       | 8.807  | 0,06%      | 0/308   | 10º      |
| 2006     | Connie Fogal       | 6.102  | 0,04%      | 0/308   | 11º      |
| 2008     | Connie Fogal       | 3.455  | 0,02%      | 0/308   | 12º      |
| 2011     | Christopher Porter | 1.951  | 0,01%      | 0/308   | 13º      |
| 2015     | Jeremy Arney       | 401    | 0,00%      | 0/338   | 18º      |